# Tá Bạ
Tá Bạ là một xã thuộc huyện Mường Tè, tỉnh Lai Châu, Việt Nam.

## Địa lý
Xã Tá Bạ có diện tích 113,76 km², dân số năm 2011 là 2.024 người, mật độ dân số đạt 18 người/km².

## Lịch sử
Xã Tá Bạ được thành lập vào ngày 14 tháng 10 năm 2011 trên cơ sở điều chỉnh 11.375,87 ha diện tích tự nhiên và 2.024 người của xã Ka Lăng.
Thời Pháp thuộc, những năm 1920-1930 của thế kỷ 20, địa bàn 2 xã Tá Bạ và Ka Lăng ngày nay (tức xã Ka Lăng trước năm 2011) là vùng đất đai mang tên xã Ka Lang của khu Mường Te châu Quỳnh Nhai tỉnh Lai Châu xứ Bắc Kỳ Liên bang Đông Dương thuộc Pháp. Khu Mường Te (Mường Tè) khi đó gồm 6 xãː Ka Lăng (Ka Lang), Mương Te,  Núi Ka (tức Moun Ka), Ko Ka (tức Koan La San), Nio Po (tức Núi Po hay Moun Po), Pa Thang.
Sau Cách mạng tháng Tám năm 1945, Ka Lăng (cũ gồm cả Tá Bạ) là một xã thuộc huyện Mường Tè, tỉnh Lai Châu, rồi cùng huyện Mường Tè tỉnh Lai Châu thuộc khu Tự trị Thái Mèo (1955-1962) và Khu tự trị Tây Bắc (1962-1975) của Việt Nam Dân chủ Cộng hòa. Sau năm 1975, Ka Lăng là một xã của huyện Mường Tè tỉnh Lai Châu Việt Nam. Thời kỳ 1945-2011, địa bàn xã Ka Lăng gồm cả phần đất xã Tá Bạ ngày nay, và tiếp giáp với Trung Quốc ở cả hai phía tây và đông.